# Playboy science fiction
Playboy science fiction (tyt. oryg. ang. The Playboy Book of Science Fiction) – antologia opowiadań fantastycznonaukowych, zebranych przez Alice K. Turner, opublikowanych wcześniej w czasopiśmie „Playboy”. Antologia została wydana zarówno w USA, jak i w Polsce (Dom Wydawniczy „Rebis”, ISBN 83-7120-691-7) w 1998 r.

## Spis treści
- Ray Bradbury – Zaginione Miasto Marsa {The Lost City of Mars)
- Ursula K. Le Guin – Dziewięć żywotów (Nine Lives)
- Norman Spinrad – Czuwanie przy łożu śmierci (Deathwatch)
- Damon Knight – Maski (Masks)
- Kurt Vonnegut – Witajcie w małpiarni (Welcome to the Monkey House)
- J.G. Ballard – Martwy astronauta (The Dead Astronaut)
- Frederik Pohl – Schematyczny człowiek (The Schematic Man)
- Robert Sheckley – Czy czujesz coś, gdy to robię? (Can You Feel Anything When I Do This?)
- Arthur C. Clarke – Przejście Ziemi (Transit of Earth)
- Doris Lessing – Raport na temat zagrożonego miasta (Report on the Threatened City)
- Larry Niven – Lewiatan (Leviathan)
- Harlan Ellison – Co ma wisieć, nie utonie (All the Birds Come Home to Roost)
- Walter Tevis – Apoteoza Myry (The Apotheosis of Myra)
- Philip K. Dick – Mroźna podróż (Frozen Journey)
- Robert Silverberg – Gianni
- Stephen King – Procesor tekstu (The Word Processor)
- Donald E. Westlake – Kosmiczny przekręt (Interstellar Pigeon)
- Howard Waldrop(inne języki) – Dziedzice perysfery (Heirs of the Perisphere)
- Billy Crystal – „Stacja Naziemna Charley” (Earth Station Charley)
- George Alec Effinger – Dochodź jak najwolniej (Slow, Slow Burn)
- Joe Haldeman – Więcej niż suma jego części (More Than the Sum of His Parts)
- Chet Williamson(inne języki) – Sen Yen Babbo & Niebiański gospodarz (Sen Yen Babbo & the Heavenly Host)
- Lucius Shepard(inne języki) – Strefa ognia Szmaragd (Fire Zone Emerald)
- William Tenn – Upiorne kryterium (The Ghost Standard)
- Terry Bisson – Romans biurowy (An Office Romance)